# Havlov
Havlov egy szórvány Žďárec község közelében, a Brno-vidéki járásban, a Bobrůvka folyó felett. Nevét a Havel család után kapta, akik itt építették fel nyári lakhelyüket. Ezt tőlük 1957-ben a Kerületi Nemzeti Bizottság elvette, és úttörőtábor lett belőle. A komplexumot 2002-ben Zdeněk Šoula magánvállalkozó vette meg, aki a terület átépítésébe fogott.

## Története
A Víckov csúcsa alatt és a Bobrůvka völgye fölött, Žďárectól egy kilométerre, annak kataszteri területén található nyaralóhelyet 1908-ban építtette ki a Havel család nyári lakhelyéül. Az építtető Vácslav Havel (1861-1921, építtető és vállalkozó - Lucerna Palota) volt, a helyszínt Pammrov szórvány közelsége miatt választotta, aminek a tulajdonosa Anna Pammrová volt. Emeletes faház volt apró ablakokkal, a földszinten volt található a nagy étkező, az emeleten pedig a hálószobák és a nappali. A ház mellett teniszpályák és külső medence állt. A Havel családot híres emberek látogatták itt, ellátogatott ide például Lída Baarová, Adina Mandlová színésznők, Eduard Bass író, Eliška Junková autóversenyzőnő vagy Jaroslav Drobný teniszező is. A második világháború alatt és röviddel utána itt nőtt fel a két testvér, Václav és Ivan Havel, akik a nem messzi Žďárec-be jártak iskolába.
1954-ben itt kezdte a fiatal Václav Havel megrendezni a Harminchatosok csoportjának első találkozóját, ami a hivatalos kommunista áramlattól távolabb álló értelmiségiek és művészek kötetlen társasága volt. 1958-ban a helyi kerületi nemzeti bizottság nyomást gyakorolt a Havel családra, hogy a nyaralóhelyet hagyja el. A család a lakhelyet a Žďárec-i iskolának akarta felajánlani, azonban kerületi nemzeti bizottság képviselői a vagyont a TOS Kuřim vállalat FSzM üzemi bizottságának ajánlották fel; az árat 70 ezer koronára becsülték, azonban Havelék ebből az összegből semmit sem kaptak. 1960-ban a komplexumot úttörőtáborrá alakították át, 1962 körül a gondnokság Havelék villáját lebontatta. Itt folytatták gyakorlataikat a fegyveres Népi Milícia egységei is.
1989 novembere után az úttörőtábor átalakult egy hagyományos gyermektáborrá, amely 2006-ig működött itt. 2002-ben a komplexumot a TOS Kuřim vállalattól árverésen 4,9 millió koronáért Zdeněk Šoula brünni vállalkozó vette meg, a vállalat nyári táborokat rendezett itt, és 1989 után a faházikókkal és panzióval rendelkező területet tanfolyamok megrendezésére adta bérbe. Az új tulajdonos az eredeti leromlott épületeket elbontotta, és új objektumokat épített. Az átépített tábori étkezdében tartják a morvaországi Harley Club találkozóit, melynek Šoula az elnöke. Itt ő maga oktatásokat tart alkalmazottai számára, és a helyet üdülőközpontként is használja. A teniszpálya helyén egy kétemeletes sportcsarnok áll. Šoula szintén itt akarja kiépíteni a Havel család emlékhelyét egy előadóteremmel együtt. Haveléké még a nem messzi vadászház, aminek fele Dagmar Havlováé lett, míg a másik fele Ivan Havelé.

## Fordítás
Ez a szócikk részben vagy egészben  a   Havlov című cseh Wikipédia-szócikk ezen változatának fordításán alapul.  Az eredeti cikk szerkesztőit annak laptörténete sorolja fel. Ez a jelzés csupán a megfogalmazás eredetét és a szerzői jogokat jelzi, nem szolgál a cikkben szereplő információk forrásmegjelöléseként.